# Chiesa di San Francesco Saverio (Palermo)

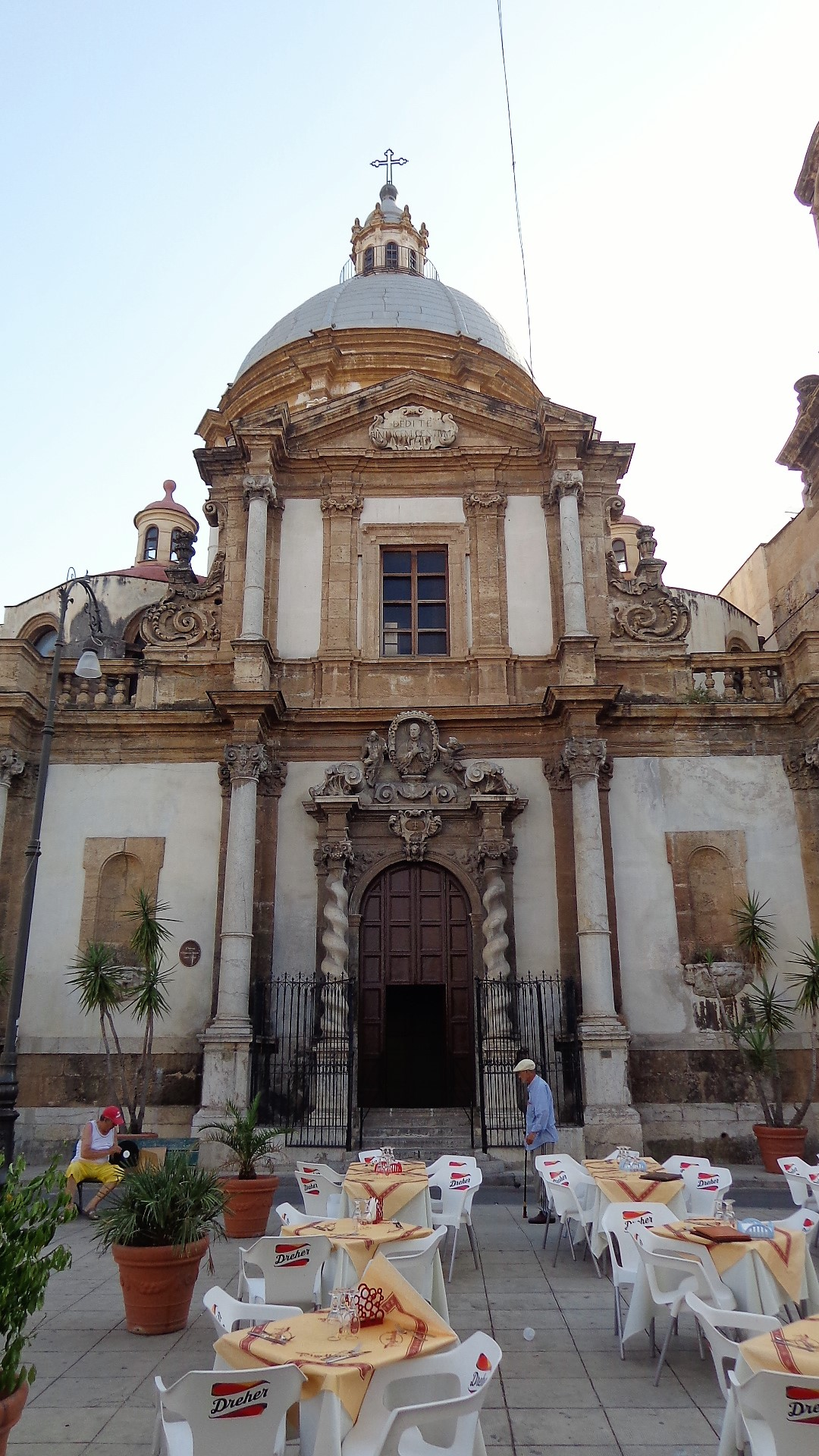
Facciata.

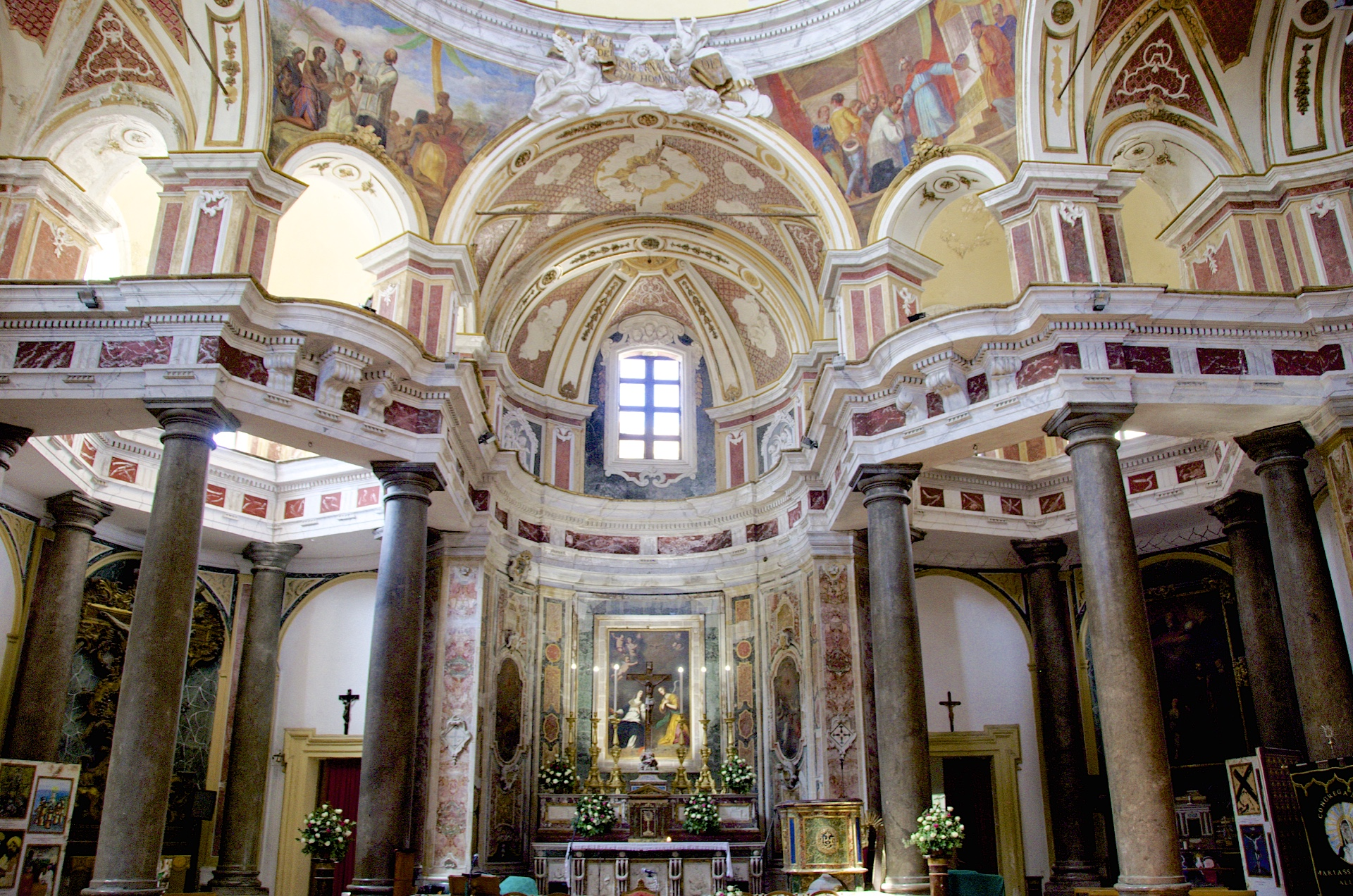
Interno.

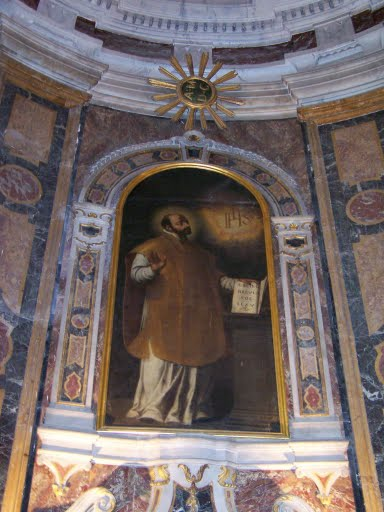
Affresco raffigurante Sant'Ignazio di Loyola.

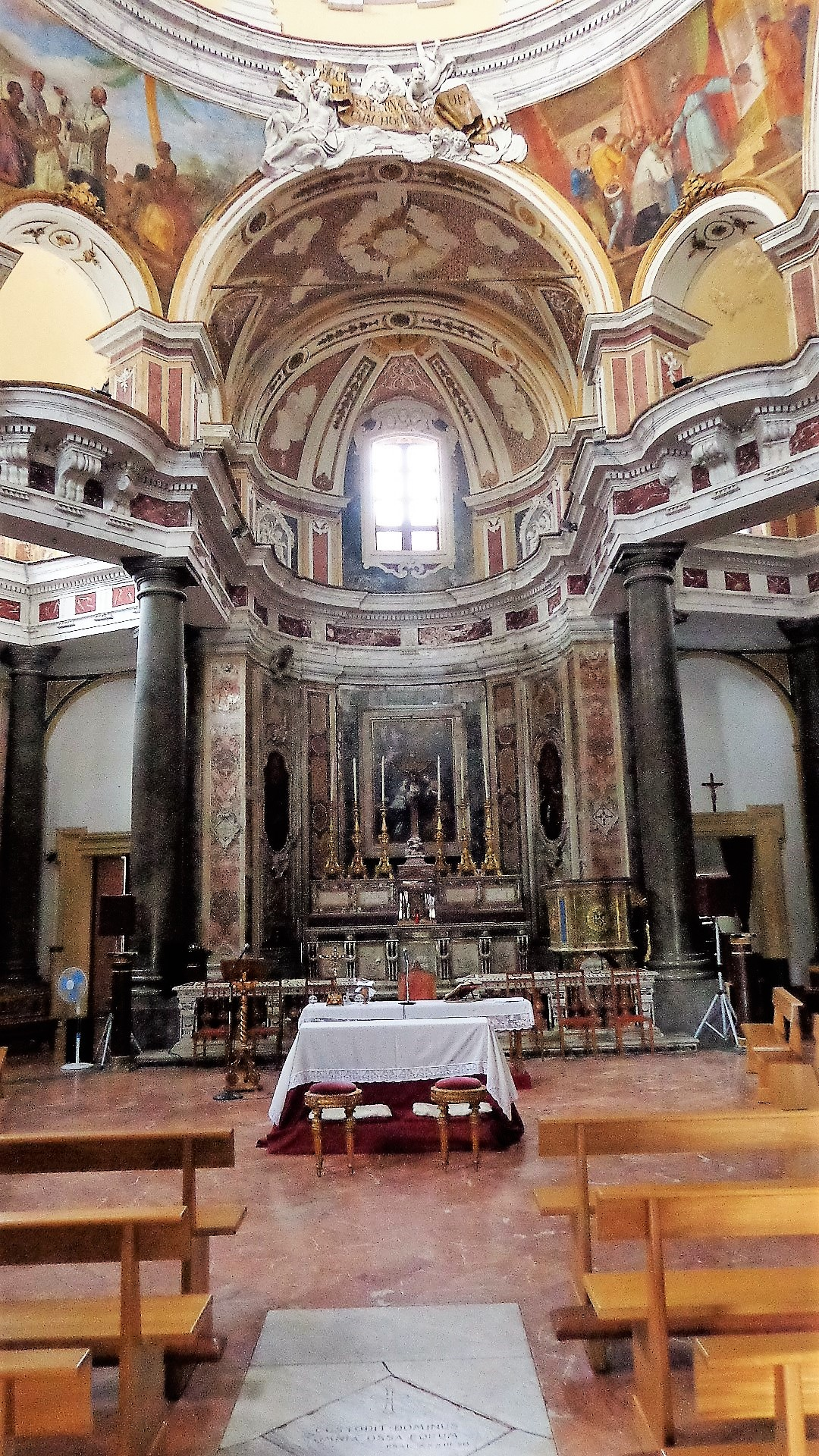
Navata.

La chiesa di San Francesco Saverio è una chiesa edificata a partire dal 1684 per volere dei gesuiti, su progetto dell'architetto Angelo Italia,  ubicata nel centro storico di Palermo nel mandamento Palazzo Reale o Albergaria.

## Storia

### Epoca spagnola
- 1633 20 settembre, I padri della Compagnia di Gesù fondano a Palermo la loro quarta casa di terza probazione sotto il titolo di san Francesco Saverio. Patrocinio della marchesa di Giarratana Giovanna Aragona Ventimiglia sposata Settimo.[2]
- 1634, Il cardinale Giannettino Doria benedice il primo nucleo.
- 1680, Hanno avvio i lavori per la costruzione della nuova Casa dei Gesuiti. Nel 1685 è avviata la ricostruzione del tempio in magnifiche forme su disegno del gesuita Angelo Italia.[2]

I lavori per l'edificazione terminarono nel 1710 e, come si può leggere sulla lapide posta sul lato destro dell'ingresso, il 24 novembre 1711 fu consacrata al culto dal palermitano Bartolomeo Castelli, vescovo di Mazara del Vallo. Alcuni documenti affermano invece che scultori e marmorari vi lavorarono sino al 1743 sostituendo le precedenti decorazioni in stucco.
La chiesa, chiara rappresentazione delle produzioni barocche in Sicilia, si trova nel quartiere dell'Albergheria, nel luogo precedentemente occupato da un considerevole numero di edifici, demoliti per far spazio alla costruzione della casa della Terza Probazione dell'Ordine dei Gesuiti (esistita fino al 1960 circa), chiamata così perché in essa i giovani gesuiti emettevano il voto di fedeltà al papa.
- 1767, Soppressione della Compagnia di Gesù. A Palermo ai gesuiti è riconosciuto il solo compito dell'insegnamento scolastico.

## Architettura

### Esterno

#### Cupola
L'esterno ha una cupola centrale e quattro cupole minori, oltre a una torre campanaria dello stesso stile architettonico con un orologio oggi non più funzionante.
La grande e alta cupola poggia su quattro pennacchi raffiguranti scene di vita di San Francesco Saverio. Essa è arricchita da otto finestre, in riferimento alla Risurrezione di Gesù nell'ottavo giorno della settimana. Il simbolismo religioso lo si ritrova nelle forme del quadrato, del cerchio e delle cupole che, oltre a rappresentare l'idea di perfezione e di equilibrio, sono una chiara allusione all'incontro fra la dimensione terrestre (le quattro direzioni del mondo) e la gloria di Dio nel Risorto (la cupola come cielo aperto).

#### Facciata
La facciata è suddivisa in due ordini: la parte inferiore, più estesa in larghezza, è scandita da lesene in pietra calcarenitica locale e spazi bianchi che ospitano quattro nicchie sorrette da davanzali in pietra di Billiemi. Queste erano state progettate per ospitare statue di santi gesuiti, ma non furono mai realizzate. Al centro si trova il portale settecentesco. Ai lati due colonne tortili sostengono altrettante volute e nella conchiglia vi è raffigurato San Francesco Saverio con un giglio e il cuore aperto, incoronato da due putti. Sotto il busto del santo è invece raffigurato un granchio che tiene una croce. Secondo una leggenda infatti Francesco Saverio perse un giorno il suo crocifisso in un fiume e proprio un granchio glielo riportò.
Nel secondo ordine della facciata si alza solamente la parte centrale con due colonne che reggono il timpano. Al suo interno un cartiglio in marmo recita: Dedi te in lucem gentium (ovvero: "Ti ho stabilito come luce delle nazioni"). La frase è contenuta nel Libro di Isaia in riferimento a Gesù Cristo, ma in questo caso il suo significato viene esteso anche a San Francesco Saverio, in ricordo della sua opera evangelizzatrice.
Il campanile presenta un gioco di forme concave e convesse, progettato così per dare probabilmente maggiore simmetria alla facciata. Era previsto anche un secondo campanile, che però non fu mai edificato.
All'interno della chiesa si accede attraverso sette gradini, in riferimento ai sette giorni della creazione del mondo.

### Interno
L'edificio ha una pianta a croce greca e sei cappelle laterali minori contenute entro spazi esagonali separati da colonne doriche in pietra di Billiemi. In totale le colonne sono 24 a simboleggiare le 12 tribù dell'Antico Testamento e i 12 apostoli del Nuovo Testamento. Esse alludono anche ai 24 vegliardi dell'Apocalisse.
Il ciclo di affreschi che costituiscono l'apparato pittorico è opera giovanile di Tommaso Maria Sciacca.

#### Emiciclo destro
- Primo cupolino di nord - est: Cappella di Santa Rosalia. Ambiente dedicato a Santa Rosalia, patrona di Palermo.
  - Sulla sinistra staziona una vara recante il simulacro raffigurante San Michele Arcangelo, statua lignea realizzata da Antonino Rallo nel 1694,[4][5] proveniente dalla chiesa di San Michele Arcangelo a Casa Professa.
- Braccio destro o settentrionale: Cappellone di San Francesco Saverio. Ambiente dedicato a San Francesco Saverio. Sulla sopraelevazione è custodito il dipinto raffigurante San Francesco Saverio, opera attribuita a Pietro Novelli.[1] Altorilievi marmorei, decorazioni in marmi mischi opere dei fratelli Leonardo e Filippo Pennino, e i putti di Vincenzo Vitaliano. Sotto l'altare una tela con dormiente.
  - Sulla sinistra è collocata una custodia lignea contenente la statua raffigurante l'Addolorata.
- Secondo cupolino di nord - ovest: Cappella della Sacra Famiglia. Ambiente dedicato alla Sacra Famiglia, custodisce una tela di stile novellesco raffigurante la Sacra Famiglia del XVII secolo.

#### Emiciclo sinistro
- Primo cupolino di sud - est: Cappella di San Calcedonio. San Calcedonio è riprodotto su di un quadro opera di Gaspare Serenari del 1754. Intorno ad esso, alcuni angeli scolpiti da Tommaso Maria Sciacca nel XVIII secolo.
- Braccio sinistro o meridionale: Cappellone di Sant'Ignazio di Loyola. Ambiente dedicato a Sant'Ignazio di Loyola con tre quadri che raffigurano il fondatore della Compagnia di Gesù tra decorazioni in marmi mischi.
- Secondo cupolino di sud - ovest: Cappella del Santissimo Crocifisso. Sulla sopraelevazione è custodito un Crocifisso ligneo risalente all'Ottocento, manufatto incastonato su un reliquiario a scomparti in stile rococò.

#### Presbiterio

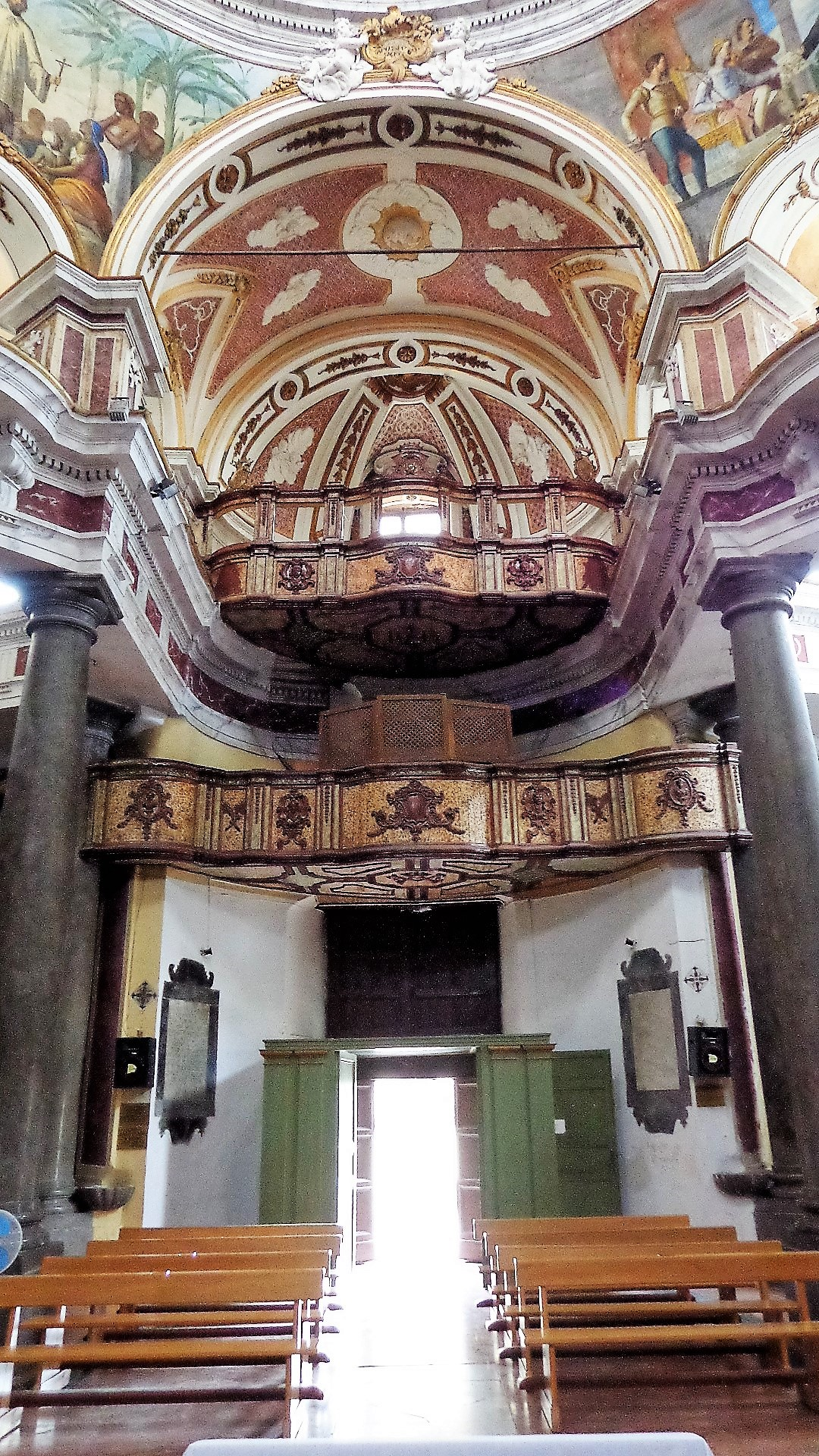
Controfacciata.

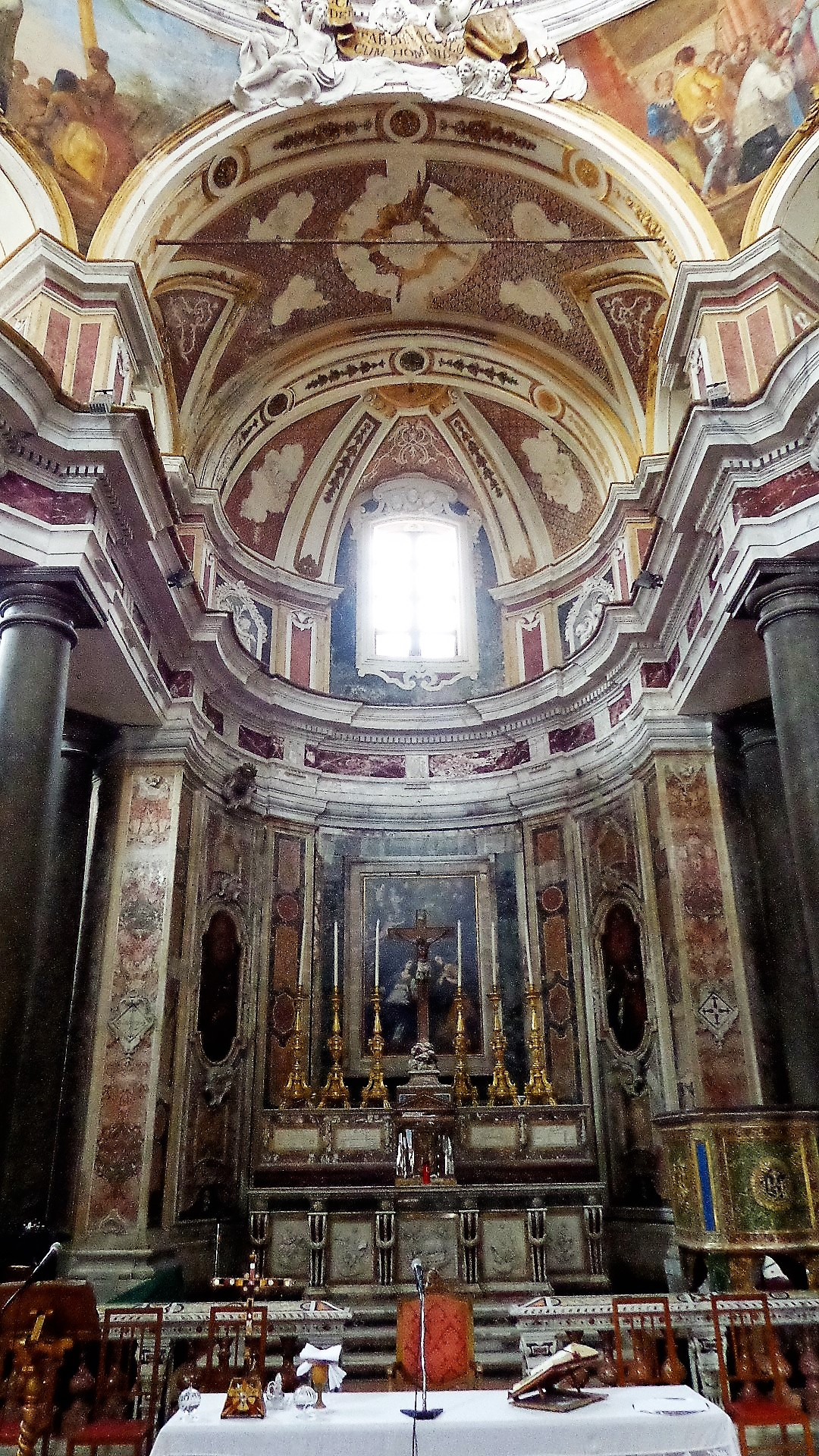
Presbiterio.

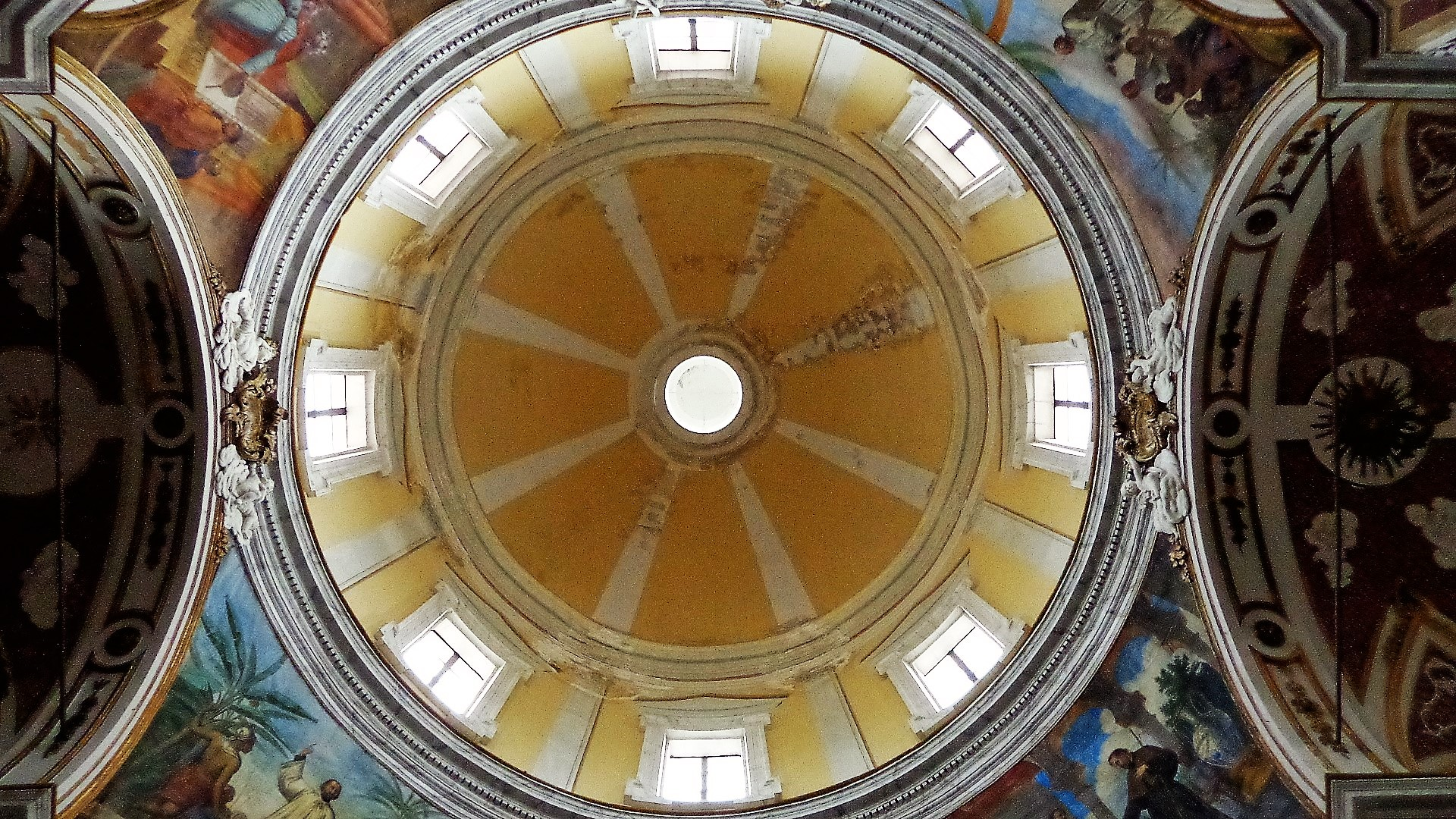
Cupola.

L'altare maggiore, eseguito da Marino Tarsia nel 1735, rappresenta la gloria dell'Agnello e i simboli dei 4 Evangelisti. Esso è sormontato da una pala raffigurante l'Annunciazione della Vergine.
La decorazione della chiesa rispecchia gli aspetti tipici del barocco siciliano, con i suoi marmi, stucchi, affreschi, dipinti (a decorare soprattutto le pareti dell'abside e delle cappelle), diaspri e paste vitree.
Nel 1993 l'edificio si è ulteriormente arricchito con le 15 stazioni della Via Crucis, ideate da Luigi Badagliacco e realizzate da 15 artisti contemporanei sia italiani che stranieri.

## Casa dei Gesuiti
Quarta Casa o Casa di Terza Probazione.

In questa sede i nuovi sacerdoti della Compagnia di Gesù, dopo aver ricevuto l'ordinazione, vi compivano il periodo del secondo noviziato, prima di far la solenne professione del quarto voto.
- 1636, La struttura fu costruita nell'antico quartiere dell'Albergheria, nella zona dove oggi sorge il pensionato universitario di San Francesco Saverio.
- 1680, In principio tale costruzione era alquanto modesta, ma nel 1680 si cominciò ad ingrandita. Hanno avvio i lavori per la costruzione della nuova Casa dei Gesuiti.[1][2]
- 1710, Accanto all'istituzione fu edificata la sontuosa chiesa.
- 1767, Soppressione della Compagnia di Gesù. A Palermo ai gesuiti è riconosciuto il solo compito dell'insegnamento scolastico.
- 1778, Il re Ferdinando I delle Due Sicilie destina l'istituzione a "Casa d'educazione della bassa gente".[6]
- 1800, La casa d'educazione fu trasferita alla Rocca e i locali dell'ex casa gesuitica furono trasformati in Ospedale militare.[7] In questo frangente l'edificio fu ampliato aggiungendo una terza elevazione. Tale ospedale rimase attivo fino al 1852, anno in cui fu trasferito nell'ex Convento di Santa Cita, dove attualmente si trova la caserma della Guardia di Finanza "Giuseppe Cangialosi".

Dopo i moti di Palermo del 1848, l'Ospedale Grande e Nuovo di Palazzo Sclafani - in seguito trasformato in caserma - fu definitivamente trasferito presso questa sede. Le funzioni di ospedale "civico" operarono fino agli anni trenta del XX secolo, quando gradualmente l'ospedale fu trasferito nel nuovo Ospedale Civico in contrada "Filiciuzza".
L'8 settembre 1943, l'intero complesso fu pesantemente colpito e danneggiato durante le incursioni aeree nel contesto dei bombardamenti cittadini della seconda guerra mondiale.
Negli anni sessanta un'infelice scelta dall'Università degli Studi ne decretò l'intero discutibile abbattimento.
La sostituzione dell'antico chiostro con uno moderno in cemento armato malprogettato causò il crollo di un'ala che sfigurò il prospetto della chiesa del Crocifisso all'Albergheria, scatenando ulteriori feroci e vivaci polemiche.

## Galleria d'immagini

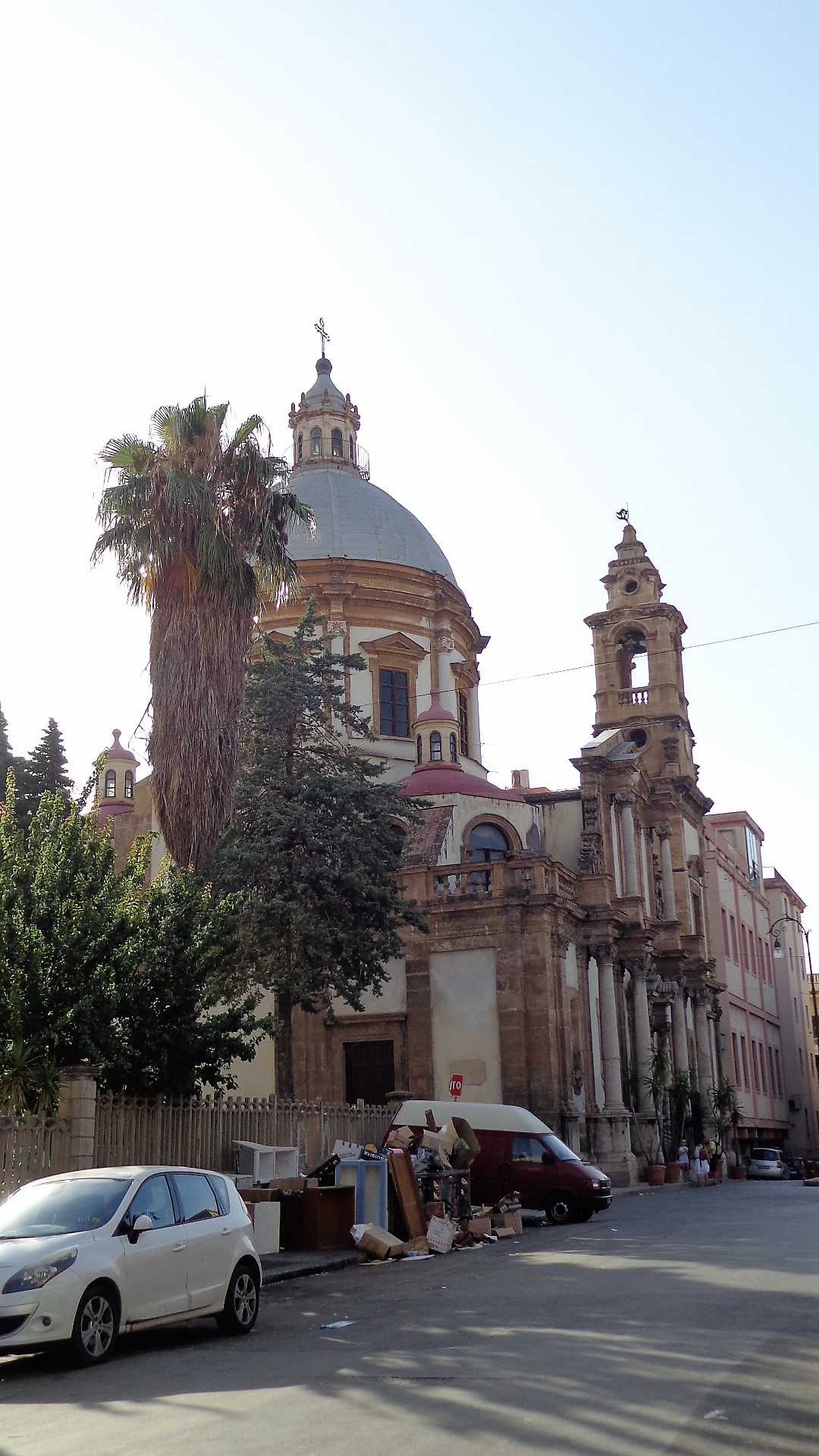
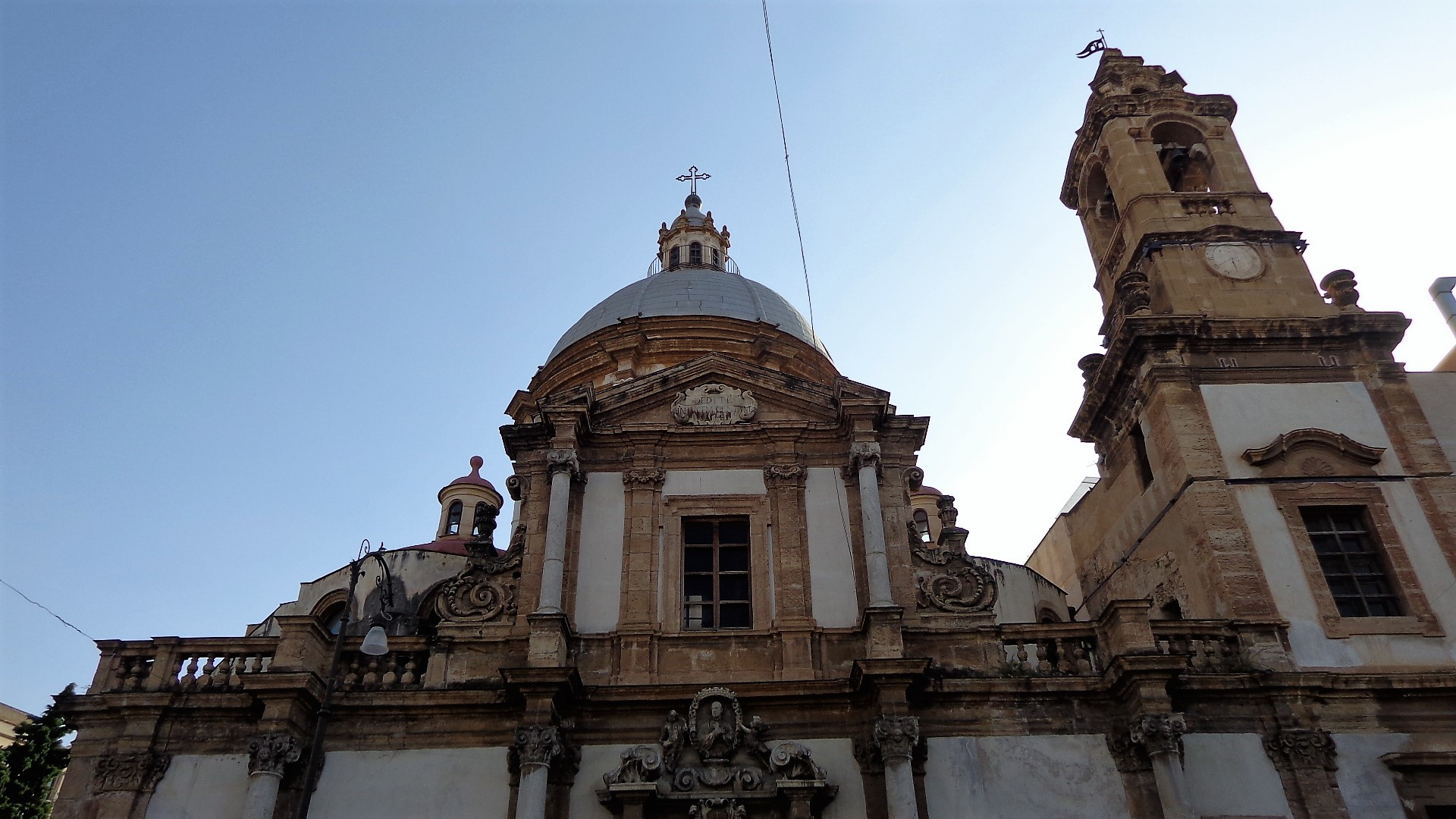
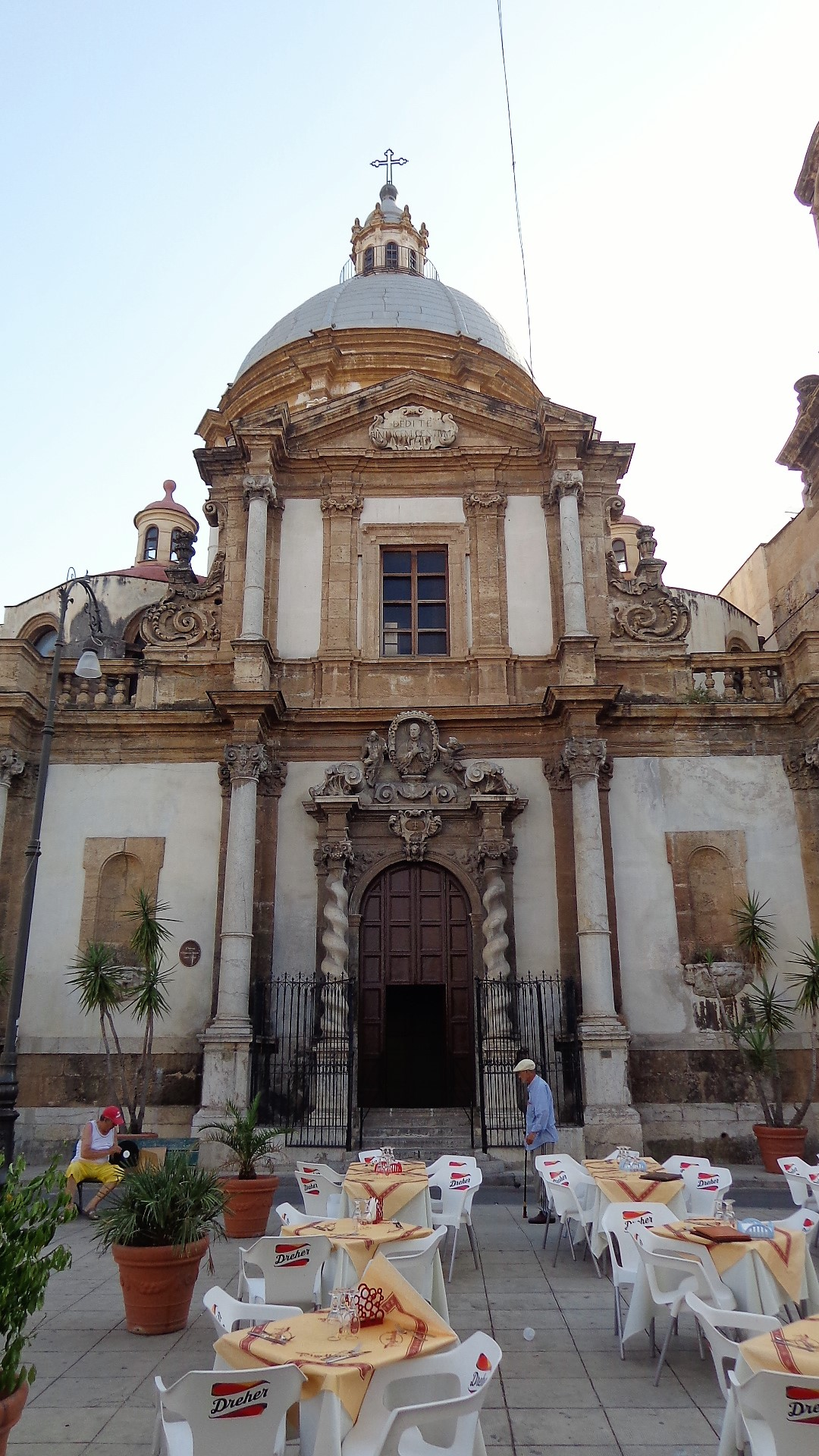
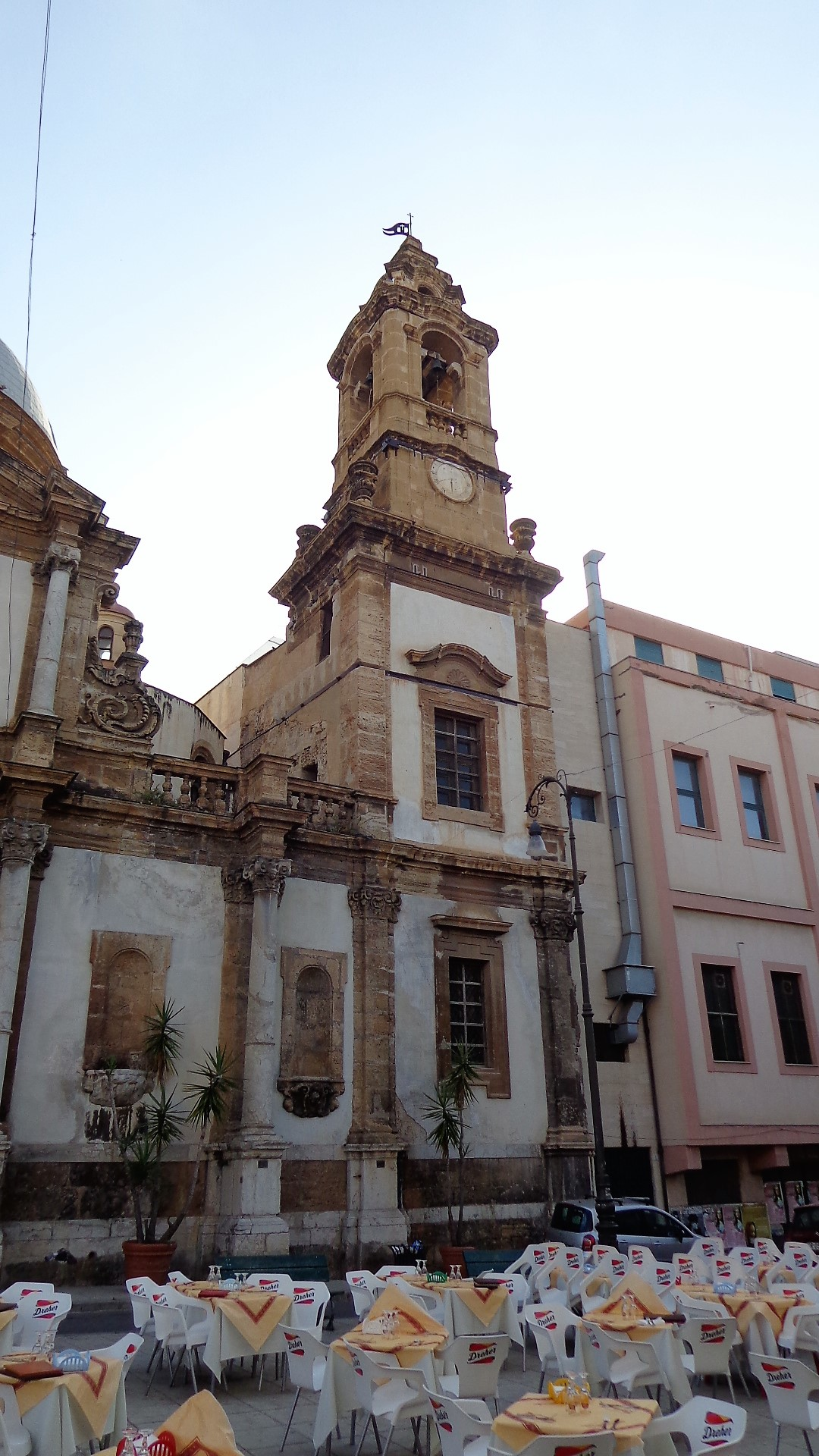